# Yolina wewalkai
Yolina wewalkai är en skalbaggsart som beskrevs av Olof Biström 1983. Yolina wewalkai ingår i släktet Yolina och familjen dykare. Inga underarter finns listade i Catalogue of Life.